# Академия пана Кляксы (фильм)
«Академия пана Кляксы» (пол. Akademia pana Kleksa) — фильм режиссёра Кшиштофа Градовского.

## Сюжет
Мальчик по имени Адам Нескладушка, фантазёр и мечтатель, случайно попадает в сказочную Академию пана Кляксы, куда принимают только детей, чьи имена начинаются с буквы А. В этой академии преподаются такие предметы, как кляксописание, язык растений и животных. Детей учат видеть интересные сны и делать добрые дела. Фильм снят по одноимённой повести Яна Бжехвы.

## В ролях
- Пётр Фрончевский — пан Клякса / автор (дубляж — Артём Карапетян)
- Славек Вронка — Адам Нескладушка
- Ирена Карел — королева кукол
- Бронислав Павлик — король Бронислав
- Алиция Яхевич — королева
- Веслав Михниковский — доктор Пай-Хи-Во
- Леон Немчик — брадобрей Филипп (дубляж — Олег Мокшанцев)
- Роберт Плючински — Адольф
- Здислава Сосницка — Печальная княжна
- Хенрик Биста — щелкунчик
- Адам Пробош — голос скворца Матеуша / Матеуш в человеческом облике (дубляж — Мария Виноградова)
- Мария Квос-Моравска — фрейлина
- Лембит Ульфсак — Ханс Кристиан Андерсен
- Болеслав Плотницкий — Дон Кихот
- Станислав Гавлик — Санчо Панса
- Мариан Глинка — пират
- Иоланта Жолковска — Снежная королева
- Эдита Гепперт — вокал

## Съёмочная группа
- Авторы сценария: Ян Бжехва, Кшиштоф Градовски
- Режиссёр: Кшиштоф Градовски
- Оператор: Зигмунт Самосюк

## Места съёмок
- Замок принца Матеуша снаружи — это Воронцовский дворец в Алупке, а тронный зал — это замок в Голухуве.
- Городские виды снимались на улицах Рыцарской, Серадской и площади Костюшко г. Пётркува-Трыбунальского.